# Souad Aït Salem
Souad Aït Salem (sinh ngày 6 tháng 1 năm 1979 tại Mécheria, Algeria) là một vận động viên chạy đường dài Algeria, chuyên về bán marathon và marathon. Cô đã giành được vàng trong 10.000 mét tại Giải vô địch châu Phi năm 2000 về điền kinh và Đại hội Thể thao Địa Trung Hải năm 2005. Salem cũng đã giành được vàng trong nửa cuộc đua marathon tại Đại hội Thể thao toàn châu Phi 2007. Cô giữ kỷ lục Algérie cho mọi sự kiện của phụ nữ trong khoảng từ 3000 mét đến cự ly marathon.
Lần xuất hiện đầu tiên của cô trên sân khấu thế giới là trong cuộc đua cơ sở tại Giải vô địch quốc gia xuyên quốc gia IAAF năm 1997, nơi cô kết thúc ở vị trí thứ 98. Salem đã lọt vào top năm mươi tại Giải vô địch bán marathon thế giới IAAF năm 2000 và 2003. Cô đã chạy trong 5000 mét tại Giải vô địch thế giới năm 2003 về điền kinh và Thế vận hội mùa hè 2004 nhưng không tiến bộ vượt quá sức nóng của mình trong cả hai cuộc thi.
Sau khi giành chiến thắng trong cuộc thi xuyên quốc gia của Đại học, Salem đã chuyển sang cự ly marathon vào năm 2006 và bước đi đã được đền đáp: cô đã giành chiến thắng trong cuộc đua Alexander The Great Marathon 2006 ở Thessaloniki. Cô đã chiến thắng cuộc đua của phụ nữ tại Rome Marathon lần thứ 13 vào ngày 18 tháng 3 năm 2007. Thời gian của cô là 2:25:08 giờ là một kỷ lục khóa học mới. Cô đã hoàn thành thứ 9 trong cuộc đua marathon của phụ nữ tại Thế vận hội Bắc Kinh 2008, với thời gian 2:28:29 giờ. Tại Giải vô địch thế giới về điền kinh năm 2007, cô đã hoàn thành thứ 16 trong cuộc đua marathon. Cô đã hoàn thành thứ sáu tại London Marathon năm 2008 và tiếp tục về đích ở vị trí thứ chín trong cuộc đua marathon nữ tại Thế vận hội Bắc Kinh 2008.
Sau một thời gian dài nghỉ thi đấu, cô đã chạy marathon đầu tiên sau gần bốn năm tại Prague Marathon. Cô kết thúc ở vị trí thứ tư với thời gian 2:27:21 giờ. Cô đua trong cuộc đua marathon tại Thế vận hội mùa hè 2012, kết thúc ở vị trí thứ 37.
Năm 2017, cô thử nghiệm dương tính với Torasemide và bị cấm thi đấu trong 18 tháng từ ngày 11 tháng 3 năm 2017 đến ngày 8 tháng 10 năm 2018.

## Thành tích cá nhân tốt nhất
- 3000 mét - 8: 47,99 phút (2006)
- 5000 mét - 15: 07,49 phút (2006)
- 10.000 mét - 32: 13,15 phút (2004)
- 20 km - 1:06:11 giờ (2006)
- Bán marathon - 1:09:15 giờ (2008)
- Marathon - 2:25:08 giờ (2007)

## Thành tích
| Năm                  | Giải đấu                         | Địa điểm             | Thứ hạng             | Nội dung             | Chú thích            |
| Representing Algérie | Representing Algérie             | Representing Algérie | Representing Algérie | Representing Algérie | Representing Algérie |
| -------------------- | -------------------------------- | -------------------- | -------------------- | -------------------- | -------------------- |
| 2000                 | African Championships            | Algiers, Algérie     | 1st                  | 10,000 m             |                      |
| 2002                 | African Championships            | Radès, Tunisia       | 5th                  | 10,000 m             |                      |
| 2003                 | World Championships              | Paris, France        | 24th (h)             | 5000 m               | 15:34.64             |
| 2004                 | Pan Arab Games                   | Algiers, Algeria     | 1st                  | 5000 m               |                      |
| 2004                 | Pan Arab Games                   | Algiers, Algeria     | 1st                  | 10,000 m             |                      |
| 2004                 | Pan Arab Games                   | Algiers, Algeria     | 1st                  | Half marathon        |                      |
| 2004                 | Olympic Games                    | Athens, Greece       | 33rd (h)             | 5000 m               | 16:02.10             |
| 2004                 | Olympic Games                    | Athens, Greece       | –                    | 10,000 m             | DNF                  |
| 2005                 | Mediterranean Games              | Almería, Spain       | 4th                  | 5000 m               | 15:31.34             |
| 2005                 | Mediterranean Games              | Almería, Spain       | 1st                  | 10,000 m             | 32:55.48             |
| 2006                 | World Road Running Championships | Debrecen, Hungary    | 9th                  | 20 km                | 1:06:11 PB           |
| 2007                 | All-Africa Games                 | Algiers, Algeria     | 1st                  | Half Marathon        | 1:13:35              |
| 2007                 | Rome City Marathon               | Rome, Italy          | 1st                  | Marathon             | 2:25:08              |
| 2007                 | World Championships              | Osaka, Japan         | 16th                 | Marathon             | 2:35:09              |
| 2008                 | Olympic Games                    | Beijing, China       | 9th                  | Marathon             | 2:28:29              |
| 2011                 | Pan Arab Games                   | Doha, Qatar          | 4th                  | Half marathon        | 1:15:13              |
| 2013                 | Mediterranean Games              | Mersin, Turkey       | 3rd                  | 10,000 m.            | 33:19:34             |
| 2015                 | World Championships              | Bắc Kinh, China      | —                    | Marathon             | DNF                  |